# Michel Drucker
Michel Drucker (* 12. září 1942) je francouzský novinář. Narodil se v židovské rodině v Normandii. Proslavil se v 80. letech 20. století jako sportovní, zejména fotbalový komentátor. Později začal uvádět i zábavné pořady a talk show. Nyní uvádí populární show Vivement Dimanche na stanici France 2 a TV5 Monde. Jeho mimořádnou popularitu prokázala anketa Největší Francouz z roku 2005, kde obsadil 78. místo. Jeho manželka Dany Savalová byla herečkou, také jeho neteř Léa Druckerová se stala herečkou, druhá neteř Marie Druckerová je známou francouzskou televizní moderátorkou.